# Giovanni Battista Zanchi

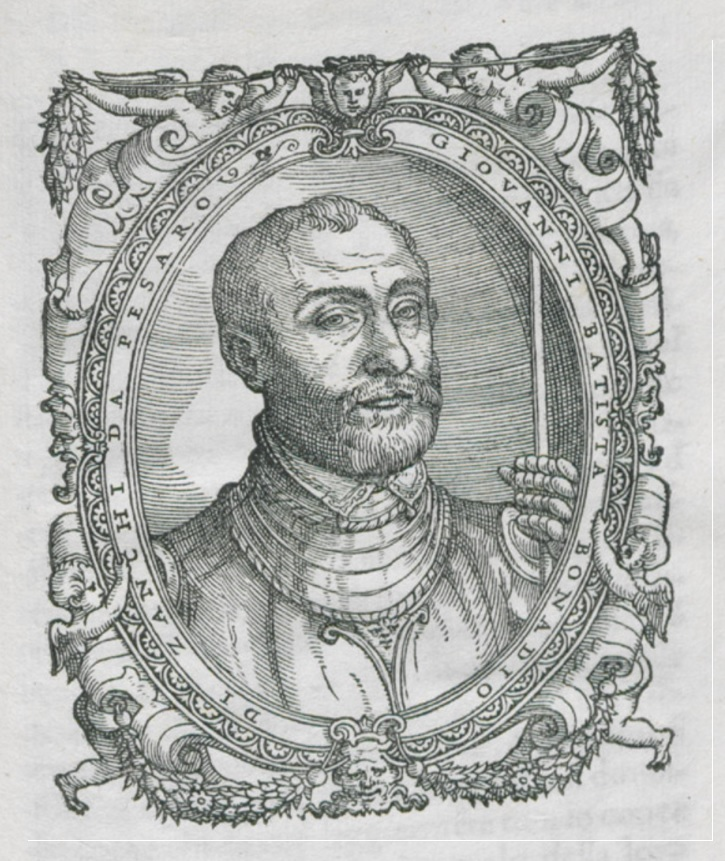
Giovanni Battista Zanchi

Giovanni Battista Zanchi (1515-1586) fue un ingeniero y escritor de Italia.
Jean Baptiste Belluci perfecciona las fortificaciones, y en una época que ellas inspiran tanta confianza, y Giovanni Battista Zanchi demuestra que todas las ventajas que aquellas procuran contra el ataque, a los asedios en el que el tiempo se pone en medición (cita sacada de la obra de Cesare Cantù «Histoire des italiens», París, 1861)

## Biografía
Zanchi era un ingeniero y  nació en Pesaro del siglo XVI, y los orígenes de los Zanchi es una familia de Bergamo en Lombardía que dio muchos eruditos en el siglo citado como el jurista y anticuario Paolo Zanchi o uno de sus hijos Basilio Zanchi (1501-1558) teólogo y elegante poeta latino autor de Poematum libri VIII, Basilea, 1555, De horto Sophiae, Roma, 1540, in.4º y Verborum latinorum, Basilea, 1543.
Zanchi fue capitán y estuvo en Germania con 12.000 infantes y 500 caballos, suministrado del Papa en la guerra contra los protestantes, el cual era general supremo Octavio Farnesio, donde le sirvió con corrección, y de retorno a Italia empezó el estudio de un tratado de fortificaciones, y en la guerra de Siena estuvo bajo las órdenes de Marcantonio Colonna, y en 1561 fue ingeniero por dos años del Reino de Chipre, con un estipendio de 50 ducados al mes. 
Zanchi como escritor dejó un tratado de como fortificar la ciudad, dedicada al escritor Girolamo Ruscelli (1518-1566), autor de De commentarii della lingua italiana, Manziana, 2016 y Les secrets du seigneur Alexis piemontois, Rouen, 1691, y su hermano Jerome Zanchi dejó otra obra de táctica militar, o tratado de defensa y ofensa de una fortaleza, Trattato delle offese e difese delle fortezze, Venecia, 1601, incluyendo la obra de Giacomo Lanteri (-1560) de la construcción de una fortaleza según Euclides, Del modo de disegnare le piante delle fortezze secondo Euclide, Venecia, 1557; otro Zanchi, Bernard, gentilhombre florentino, fundador en 1582 de la Academia de la Crusca.

## Obras
- Del modo di fortificar le città (en italiano). Venezia: Plinio Pietrasanta. 1554.
- The maner of fortification of cities,..., Gregg, 1972.